# 栗胸黑雀
栗胸黑雀（学名：Nigrita bicolor）是梅花雀科黑雀属的一种，在非洲分布广泛。其全球活动范围有3,000,000平方千米。
种名 bicolor 意为“二色的”。

## 习性
栗胸黑雀栖息于亚热带或热带的（低地）森林、红树林以及疏灌丛，分布于安哥拉、贝宁、喀麦隆、中非共和国、刚果共和国、刚果民主共和国、科特迪瓦、赤道几内亚、加蓬、冈比亚、加纳、几内亚、几内亚比绍、利比里亚、马里、尼日利亚、圣多美和普林西比、塞内加尔、塞拉利昂、多哥和乌干达。该物种的保护状况被评为无危。